# Antonia ovata
Antonia ovata är en tvåhjärtbladig växtart som beskrevs av Johann Baptist Emanuel Pohl. Antonia ovata ingår i släktet Antonia och familjen Loganiaceae. Inga underarter finns listade i Catalogue of Life.